# Narciso (atleta)
Narciso fue un atleta romano, probablemente un luchador, del siglo II, que se le recuerda por ser el asesino del emperador romano Cómodo, quien lo había empleado como compañero de lucha libre y entrenador personal a fin de prepararse para sus apariciones en el Coliseo como gladiador. 

## Asesinato del emperador

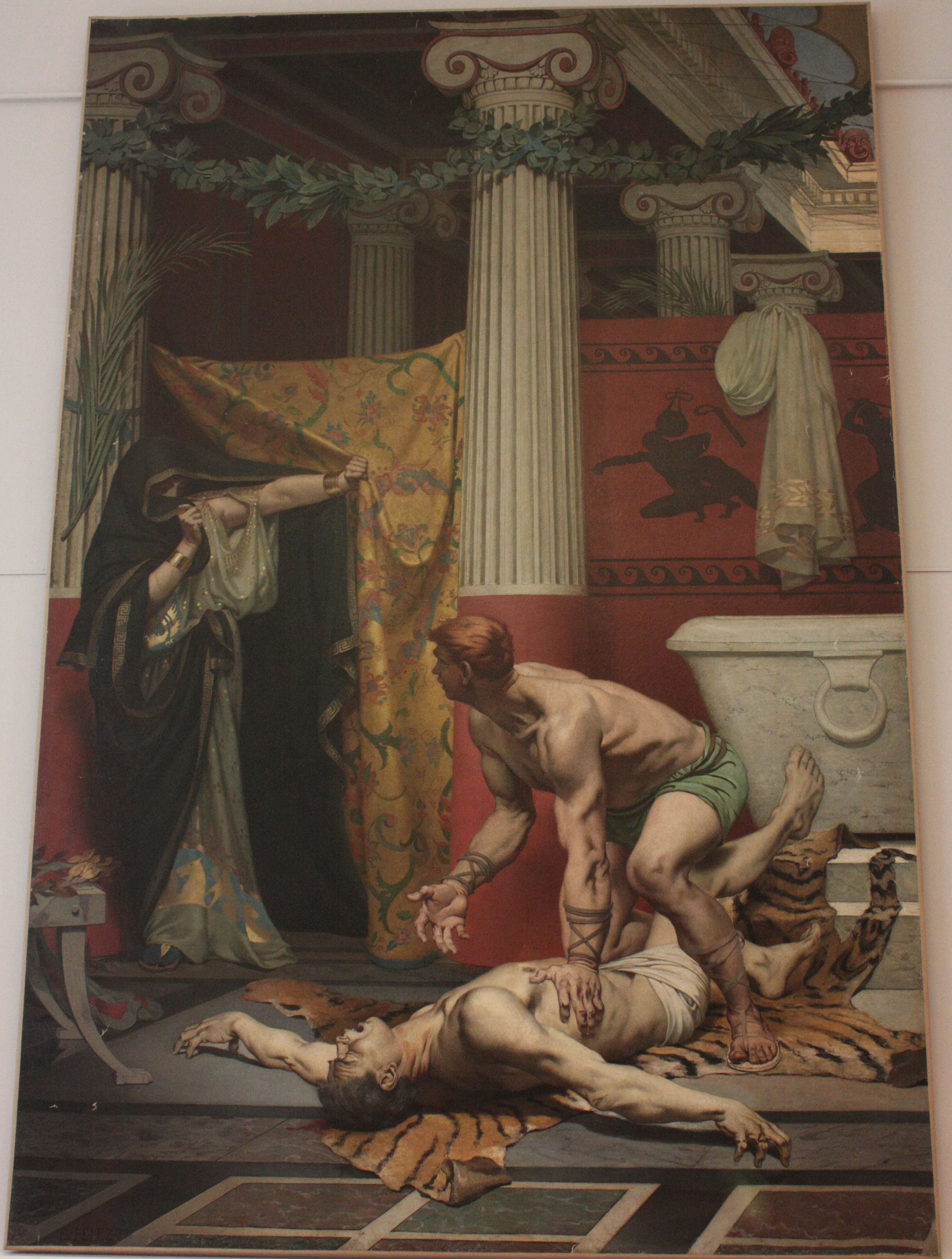
La muerte de Cómodo por Fernand Pelez (1879). Asesinato del emperador Cómodo, encargado por su amante Marcia (la mujer que se oculta bajo su velo).

En el año 192 fue persuadido de unirse a una conspiración para asesinar al emperador por varios senadores, dirigidos por el prefecto pretoriano Quinto Emilio Leto.
El 31 de diciembre de 192, Marcia, la concubina de Cómodo, que formaba parte de la conspiración, admitió a Narciso en el dormitorio de este. Cómodo supuestamente estaba en estado de embriaguez después de que Marcia lo hubiese envenenado y Narciso procedió a estrangular a su amo en su bañera o según Herodiano, en su cama.

## En la ficción
El personaje de ficción del general Máximo Décimo Meridio, interpretado por Russell Crowe en la película Gladiator, se basó parcialmente en Narciso así como en el general de Marco Aurelio Marco Nonio Macrino, y en Espartaco, Cincinato y Máximo de Hispania.